# INCAPACITANTS
INCAPACITANTS（インキャパシタンツ）は、1981年に非常階段のメンバーであるT.美川のソロプロジェクトとして、大阪でスタートしたノイズバンド。ハナタラシの山塚アイとのセッションなども記録されているが、1990年代以降は同じく非常階段のメンバーであったコサカイフミオとのDUO形式のユニットとして、主にライブ演奏を活動の中心としている。
1999年以降、海外でのライブ公演も増え、非常階段やMERZBOWと共に世界的に名を知られる存在となった。
日本国内ではアルケミーレコードからのアルバムリリースが主であるが、海外レーベルからの作品リリースも多数ある。

## メンバー
- T.美川[1]
- コサカイフミオ

## ディスコグラフィー
| 発売日                             | タイトル                                   | 規格品番           | 収録曲      | 備考               |
| ---------------------------------- | ------------------------------------------ | ------------------ | ----------- | ------------------ |
| 1989年 2012年8月11日               | REPO                                       | YOUTH-167          |             | アルケミーレコード |
| 1991年 2012年8月11日               | FEEDBACK OF N.M.S                          | YOUTH-168          |             | アルケミーレコード |
| 1992年 1997年6月26日 2012年8月11日 | FABRICATION                                | ARCD-039 YOUTH-169 |             | アルケミーレコード |
| 1992年 1997年6月26日 2012年8月11日 | QUIETUS                                    | ARCD-059 YOUTH-170 |             | アルケミーレコード |
| 1996年11月25日 2012年8月11日       | NEW MOVEMENTS IN CMPD                      | ARCD-092 YOUTH-172 |             | アルケミーレコード |
| 1996年                             | ASSET WITHOUT LIABILITY                    |                    |             | BULB               |
| 1999年 2012年8月11日               | DEFAULT STANDARD                           | YOUTH-173          |             | アルケミーレコード |
| 2000年 2012年8月11日               | LIVE INCAPACITANTS                         | YOUTH-174          |             | アルケミーレコード |
| 2004年9月30日                      | SEC END                                    | PRMCD-005          |             | MEARTBOX           |
| 2007年8月30日 2012年8月11日        | 73                                         | ARCD-180 YOUTH-175 |             | アルケミーレコード |
| 2012年8月11日                      | アルケミー箱愚か ～Alchemy Box Is Stupid～ | YOUTH-176          | [11CD+2DVD] | アルケミーレコード |
| 2017年3月22日                      | Survival of the Laziest                    | ARCD-256           |             | アルケミーレコード |
| 2018年11月7日                      | Zouvneree                                  | ARCD-263           |             | アルケミーレコード |